# 贾森·麦卡斯林

贾森·麦卡斯林（英文全名Jason Paul "Cone" McCaslin，昵称Cone），于1980年9月3日生于加拿大多伦多北约克，是加拿大朋克乐队Sum 41的贝斯手和和声。他于1998年11月加入乐队。

## 早期生活
贾森一个爱尔兰-瑞典混血人。他从14岁开始学习贝斯，并组建了一个名为Second Opinion的乐队。

## 个人生活
他在2008年9月5日结婚。 在婚礼中, 他和几个乐队朋友，包括Sum 41的Deryck Whibley，H2O乐队的 Toby Morse和手术医生乐队，演奏了几首歌曲：U2的《One》和Sum 41的《Pieces》
他有两个姐妹。他的第一个儿子出生于2014年11月22日。